# Rana tagoi
Espèce
Synonymes
- Rana tagoi yakushimensis Nakatani & Okada, 1966
- Rana tagoi okiensis Daito, 1969

Statut de conservation UICN

 LC  : Préoccupation mineure
Rana tagoi est une espèce d'amphibiens de la famille des Ranidae.

## Distribution et sous-espèces
Cette espèce est endémique du Japon. Elle se rencontre pour :
- Rana tagoi tagoi Okada, 1928 sur les îles de Honshū, Shikoku et Kyūshū ;
- Rana tagoi yakushimensis Nakatani & Okada, 1966 sur l'île de Yakushima ;
- Rana tagoi okiensis Daito, 1969 sur les Îles Oki.

## Étymologie
Cette espèce est nommée en l'honneur de Katsuya Tago.

## Publication originale
- Okada, 1928 : Notes on Japanese frogs. Annotationes Zoologicae Japonenses, Tokyo, vol. 11, no 4, p. 269-277.